# Tabulae Iliacae

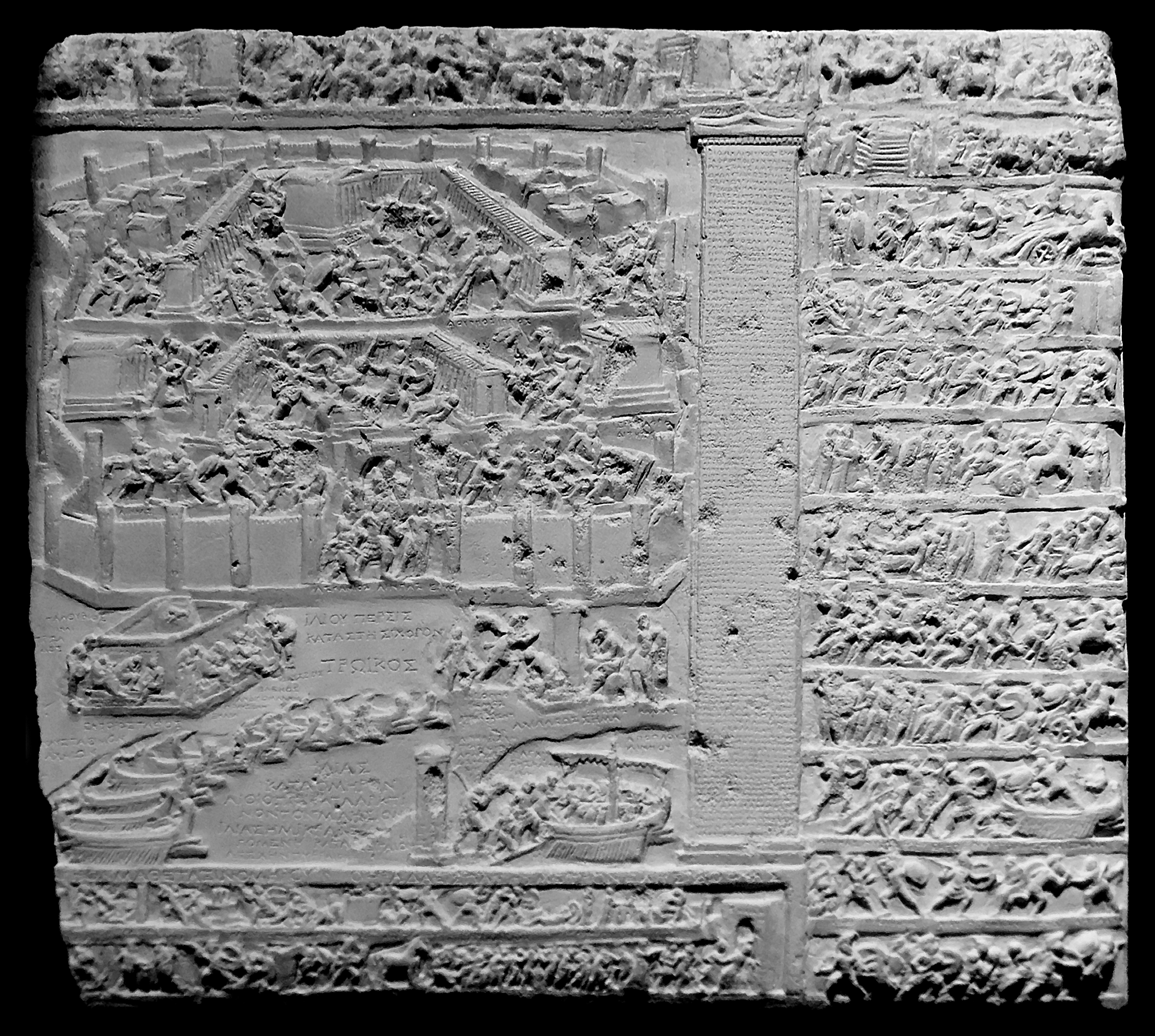
Tabula Iliaca Capitolina, Rom, Museo Capitolino 316

Die Tabulae Iliacae (deutsch „Ilias-Tafeln“) sind kleine Reliefs augusteischer Zeit mit Darstellungen aus dem Mythos des Trojanischen Krieges.

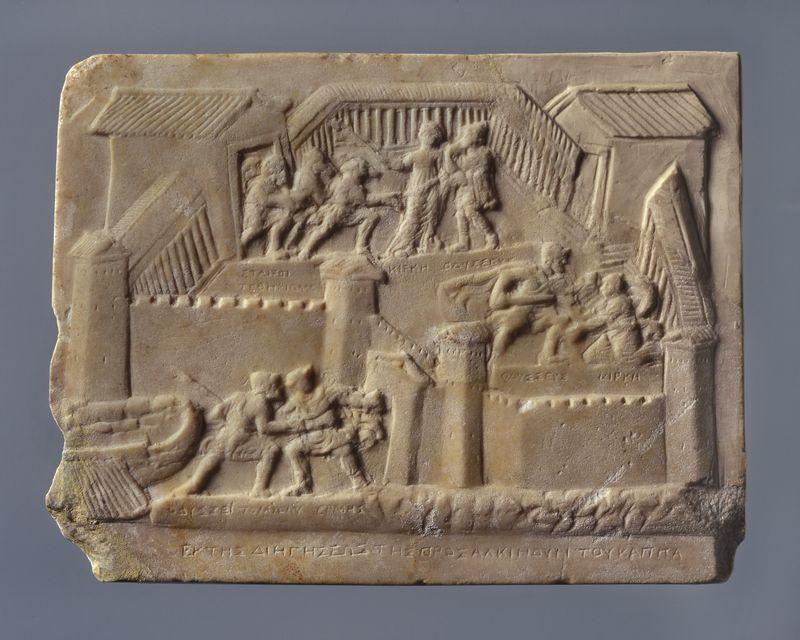
Sogenannte „Tabula Rondanini“, eine heute im Nationalmuseum Warschau aufbewahrte Tabula Iliaca

Die bekannteste ist die Tabula Iliaca Capitolina. Sie besteht aus weißem Marmor und wurde nicht lange vor 1683 in den Ruinen des antiken Bovillae oder den die Stadt umgebenden Villen gefunden und befindet sich heute im Kapitolinischen Museum in Rom, Inv. MC 0316. Sie führt ihren Namen von der darauf in kleinsten griechischen Buchstaben eingeritzten Inhaltsübersicht der Homerischen Epen, welche die Ereignisse des Trojanischen Kriegs darstellten. Das Relieffeld zeigt in der Mitte einen aufrecht stehenden, eng beschriebenen Pfeiler, links davon in symmetrischer Komposition eine Darstellung der Zerstörung Trojas und vor den Stadttoren das Grab Hektors; das Schiffslager und den Auszug des Aeneas; ebenso auf der rechten Seite des Pfeilers sind in schmalen Streifen durch kleine Reliefbilder die einzelnen Szenen des Trojanischen Kriegs, als Illustration zu den beigeschriebenen Inhaltsüberschriften der Gesänge, angedeutet. Das linke Drittel der Platte mit Pfeiler und Nebenseite ist nicht erhalten. Eine Inschrift nennt einen gewissen Theodoros als Verfertiger der für Unterrichtszwecke erfolgten Zusammenstellung. Derselbe Name findet sich auch auf der Rückseite eines ähnlichen in oder bei Rom entdeckten, jetzt im Pariser Münzkabinett verwahrten Reliefs. Der Wert der Tabulae beruht darauf, dass sie der Literaturgeschichte einen sicheren Anhalt für Untersuchungen über die meist völlig verlorenen Gedichte des epischen Zyklus’ geben, die die homerischen Epen Ilias und die Odyssee fortsetzten.
Es sind einige solcher Tafeln bekannt, darunter noch ein Fragment aus der Sammlung Borgia in Neapel, eines in Berlin und das sogenannte Farnesische Heraklesrelief in der Villa Albani zu Rom. Man nimmt allgemein an, dass sie alle die gleiche Schulbestimmung hatten und in augusteischer Zeit, unter Benutzung alexandrinischen Wissens, entstanden sind.

## Quelle
- Ilische Tafel. In: Meyers Konversations-Lexikon. 4. Auflage. Band 8, Verlag des Bibliographischen Instituts, Leipzig/Wien 1885–1892,  S. 888–889.